# Apistogramma linkei
Apistogramma linkei är en fiskart som beskrevs av Koslowski, 1985. Apistogramma linkei ingår i släktet Apistogramma och familjen Cichlidae. Inga underarter finns listade i Catalogue of Life.